# Pandèmia de COVID-19 a les Maldives
La propagació de la pandèmia per coronavirus de 2019-2020 a les Maldives es va detectar el 7 de març de 2020 amb el cas confirmat d'un turista italià que havia tornat al seu país després d'haver fet vacances al Kuredu Resort & Spa. L'Agència de Protecció de Salut de les Maldives va confirmar dos casos a l'arxipèlag, treballadors tots dos de l'establiment turístic. A conseqüència, es va confinar l'hotel amb diversos turistes desatesos pel país. L'11 de març, els establiments turístics de Kuredu, Vilamendhoo, Batalaa i de l'illa de Kuramathi també es veiren sotmesos a una quarantena temporal. Les escoles es van tancar a títol preventiu.
En data del 19 d'abril, les illes comptaven 52 casos confirmats de Covid-19 i 16 persones guarides.

## Dades estadístiques
Evolució del nombre de persones infectades amb COVID-19 a les Maldives